# Лейтнер, Александр Александрович
Александр Александрович Лейтнер (1864 год, Гольдинген, Курляндская губерния — 1923 год (59 лет)) — российский инженер, изобретатель, предприниматель, один из пионеров российского автомобилестроения

## Начальный опыт
Александр Лейтнер родился в Курляндии, в прибалтийско-немецкой семье. С ранних лет проявил заинтересованность в новейших европейских разработках в области велосипедостроения. Для того, чтобы подкрепить свой интерес образованием в необходимой сфере, Лейтнер поступил в начале 1880-х годов в реальное училище, которое закончил в 1883 году. Сразу после окончания учебного заведения отправился получать практический навык в мастерскую Раше, которая располагалась в Риге. Затем, с целью получения необходимого предпринимательского и конструкторского опыта, молодой Лейтнер принял решение отправиться в длительное путешествие по основным центрам велосипедного производства в Европе.
В первую очередь Лейтнер «приземлился» на фабрике в городе Лионе, которая на тот момент приобрела славу абсолютного центра французского машиностроения. Сначала Лейтнер пытался получить необходимые знания в области точной механики, изучая теорию изготовления точного электротехнического инструмента, но вскоре начал тяготеть к практической деятельности в инженерном аспекте, которая могла принести ему в будущем ощутимый коммерческий интерес. Именно для этого Лейтнер предпринял новое путешествие в британский индустриальный центр в Ковентри, где увлекся стратегией производства велосипедов. Там он провёл столько времени, сколько ему было достаточно для полноценного освоения технологий изготовления велосипедов.

## Изобретения и производство
Вернувшись в Ригу, Александр Лейтнер, которому исполнился 21 год, основал на улице Гертрудинской 9 сентября 1886 года предприятие, где наладил на основе полученного за границей предпринимательского и технического опыта первое в истории Российской империи производство велосипедов — эту знаменательную дату можно считать своеобразным днем рождения российского велосипеда. Это произошло аккурат за 10 лет до появления первого автомобиля на улицах лифляндской столицы. Известно, что на фабрике Лейтнера работало всего четверо рабочих, которые под непосредственным руководством инженера вручную изготовили 19 пробных моделей, которые нашли своих покупателей с финансовой пользой для изготовителей. Эта модификация велосипеда в разговорной речи получила название «паук» (по сходству). Переднее колесо было гораздо крупнее заднего и оснащено радиальными спицами. Несмотря на то, что они были сравнительно маломаневренными, по причине чего часто переворачивались на поворотах, эти велосипеды могли развивать довольно приличную скорость. Естественно, эта модель, ставшая вскоре популярной, также получила название «Россия». В год удавалось произвести более 20 единиц, а в 1890 году произошёл настоящий сдвиг в производстве, так как фабричное предприятие Лейтнера из маленького помещения на Гертрудинской перебирается в более просторное помещение на Суворовской улице. Спрос на производство универсальных, но индивидуальных средств передвижения резко возрастал, особенно в зажиточной среде столичных бюргеров, что и предопределило расширение велосипедного производства. В 1890 году, уже в новом здании, инженер и предприниматель Лейтнер преобразовывает свою фабрику в крупное предприятие «Россия», где производство приобретает широкий размах: в год появляется более 500 велосипедов. 1895 год для промышленного производства Лейтнера также стал знаковым, так как под его чутким руководством было проведено испытание моторного велосипеда, а число выпускаемых в год велосипедов за пять лет увеличилось до 1500—2000. В этом же году фирма и производство переместилось в специально отстроенное и оборудованное заводское помещение на Александровской улице по адресу 129—131. Теперь на фабрике трудилось более 300 рабочих, в том числе новые силы привлекались благодаря умелой политике увеличения заработной платы. А Александр Лейтнер, проведя испытания моторного велосипеда, судя по всему, немецкого происхождения, проанализировал результаты и пришёл к выводу, что век транспортных средств, которые приводятся в действие мускульным усилием человека, уходит в прошлое, а на смену ему приходят средства с полноценными механическими двигателями.

## Технические и коммерческие достижения
Через четыре года, в 1899 году, фабрика «Россия» набирает обороты и приступает к производству моторов под маркой своего предприятия, а также производство двух- и трёхколесных моторных велосипедов, оснащенных моторами, произведёнными на его фабрике. Велосипед Лейтнера удостоился почётной премии на Международной выставке в Глазго, которая произошла в 1901 году. В этом же году фирма Лейтнера представила на суд общественности на Рижской промышленно-ремесленнической выставке в павильонах на территории Эспланады «первый автомобиль, все составные части которого изготовлены в России», как было заявлено в официальном перечне экспонатов. Их производство было начато Лейтнером, тонко чувствовавшим эволюцию запросов публики, ещё в 1899 году. Это изделие, в котором импортными были только узлы, было удостоено первой премии и прилагавшейся к ней золотой медали. Всего таких автомобилей увидело свет 7 штук, что было связано с таможенными проблемами, так как финансово выгоднее было перевозить полнокомплектные авто, чем отдельные узлы.

А в следующем году фирма «посягнула» на выпуск автомобилей французской модели «De Dion-Bouton» («Де Дион-Бутон»). Вместе с тем Лейтнер постоянно намеревался осуществить план по производству грузовых автомобилей, но вскоре отказался от этой идеи по причине трудоёмкости изготовления, но приступил к серийному выпуску мотоциклов в 1903 году. Из этого выпуска сохранился единственный экземпляр, который в своё время реставрировал член Клуба антикварных автомобилей Латвийской ССР Рамба Ю.

В общем, изделия предприятия Лейтнера пользовались повышенным спросом не только в самой России, но и в странах Европы: Финляндии, Германии, Бельгии, а сам Лейтнер был удачлив в деле своей жизни благодаря своему несомненному предпринимательскому таланту, бесценному умению расчётливо расходовать заработанные денежные средства и неутомимой тяге ко всевозможным техническим новшествам. В то же время продукция Лейтнера в связи с дорогой себестоимостью и необходимостью компенсации и воспроизводства капитала в 1900—1905 годы страдала от неконкурентоспособности в ценовом плане, так как потребитель имел возможность широкого выбора между иностранными моделями, в избытке заполонившими автомобильный рынок России начала XX века. Для велосипедов подобная экономическая проблема оказалась практически неактуальной, таким образом, уже к началу Первой мировой войны в год предприятие выдавало на-гора уже около 5000 велосипедов.

## Эвакуация предприятия
Уже в военное время, в период с 1914 по 1918 компания «Лейтнер и Ко» получила от правительства крупный заказ на производство велосипедов (на этом были сконцентрированы все усилия предприятия) и деталей для автомобилей и для авиационных двигателей. В 1915 году, в связи с приближением линии фронта и начавшейся спешной эвакуацией многих промышленных предприятий, фабрика Лейтнера была переведена в Харьков и позже послужила основой для Харьковского велосипедного и авторемонтного заводов.